# Sela pri Šentjerneju
Sela pri Šentjerneju – wieś w Słowenii, w gminie Šentjernej. W 2018 roku liczyła 103 mieszkańców.